# Liutswind
Liutswind (auch Liutwind, Liutswinda; † vor 891) war um 850 die Geliebte des späteren Königs Karlmann und wurde durch ihn die Mutter des Kaisers Arnulf.
Sie ist nur deswegen bekannt, weil Arnulf am 9. März 891 der Kirche in Salzburg den Hof Erding schenkt, den Liutswind zu Lehen hatte, und sie dabei auch beim Namen nennt. Unwahrscheinlich ist, dass sie diesen Hof bereits vor dem Tod von Karlmanns Vater Ludwig dem Deutschen 876 erhalten hat. Ihren Witwensitz hatte sie in Moosburg an der Isar, wobei sie ihren Lebensunterhalt durch Besitzungen im Umland und von der Abtei Moosburg bezog.
Die Herkunft Liutswinds ist nicht belegt und folglich in der Forschung umstritten. In Arnulfs Dokument wird sie nobilissima femina genannt, „was ihr bei der modernen Forschung zu einer hypothetischen Einordnung unter die Liutpoldinger verholfen hat, jedenfalls aber eine Herkunft bezeichnet, die für die Braut eines karolingischen Prinzen vollkommen standesgemäß war.“ Dabei ist zu berücksichtigen, dass diese Einordnung zum einen auf der ersten Silbe Liut- ihres Namens beruht, andererseits auf der Bevorzugung, mit der Kaiser Arnulf die Familie der Liutpoldinger behandelte.